# Nokia Internet Tablet
Nokia Internet Tablets war die Bezeichnung für eine Reihe von mobilen Kleincomputern des Unternehmens Nokia, die ab 2005 auf den Markt kamen. Die N7xx- und N8xx-Modelle sind zwischen PDA und Ultra-Mobile PC einzuordnen, während das sehr viel kleinere N900 eher ein Smartphone ist und von Nokia in die NSeries eingeordnet wird.
Wie die Gattungsbezeichnung schon sagt, waren sie primär zur mobilen Internetnutzung vorgesehen. Hierzu verfügen sie über einen vollständigen Webbrowser, Software zur E-Mail-Verarbeitung, einen Feedreader sowie PDF-Reader, Audio-, Bild- und Videoapplikationen. Im Gegensatz zu anderen portablen Linux-Geräten kommt eine vollständige Linux-Distribution und keine restriktive eingebettete Variante zum Einsatz, daher wurde das Nokia 770 bei Erscheinen als inoffizieller Zaurus-Nachfolger gehandelt.

## Hardware

### Vergleichstabelle aller Nokia Internet Tablets
| Technische Daten         | Nokia 770              | Nokia N800                                                    | Nokia N810                                                    | Nokia N810w                                                   | Nokia N900                      |
| ------------------------ | ---------------------- | ------------------------------------------------------------- | ------------------------------------------------------------- | ------------------------------------------------------------- | ------------------------------- |
| ARM-Architektur          | ARMv5                  | ARMv6                                                         | ARMv6                                                         | ARMv6                                                         | ARMv7                           |
| CPU-Familie              | ARM 9E                 | ARM 11                                                        | ARM 11                                                        | ARM 11                                                        | Cortex-A8                       |
| CPU-Typ                  | OMAP 1710              | OMAP 2420                                                     | OMAP 2420                                                     | OMAP 2420                                                     | OMAP-3430                       |
| GPU-Typ                  |                        | GPU von PowerVR vorhanden, aber mangels Treiber nicht nutzbar | GPU von PowerVR vorhanden, aber mangels Treiber nicht nutzbar | GPU von PowerVR vorhanden, aber mangels Treiber nicht nutzbar | PowerVR SGX 530                 |
| Taktfrequenz             | 220 MHz                | 333 MHz*                                                      | 400 MHz                                                       | 400 MHz                                                       | 600 MHz                         |
| Arbeitsspeicher          | 64 MB DDR-SDRAM        | 128 MB DDR-RAM                                                | 128 MB DDR-RAM                                                | 128 MB DDR-RAM                                                | 256 MB                          |
| Interner Flash-Speicher  | 128 MB                 | 256 MB                                                        | 256 MB + 2 GB (intern)                                        | 256 MB + 2 GB (intern)                                        | 32 GB                           |
| Speicherkartensteckplatz | 1 × RS-MMC             | 2 × SDHC (intern & extern)                                    | 1 × MiniSDHC (extern)                                         | 1 × MiniSDHC (extern)                                         | 1 × MicroSDHC                   |
| Bluetooth                | v1.2                   | v2.0                                                          | v2.0                                                          | v2.0                                                          | v2.1                            |
| USB-Anschluss            | MiniUSB                | MiniUSB (USB 2.0)                                             | MicroUSB (USB 2.0)                                            | MicroUSB (USB 2.0)                                            | MicroUSB (USB 2.0)              |
| IrDA-Schnittstelle       | nein                   | nein                                                          | nein                                                          | nein                                                          | Nein**                          |
| WLAN                     | IEEE 802.11b/g         | IEEE 802.11b/g                                                | IEEE 802.11b/g                                                | IEEE 802.11b/g                                                | IEEE 802.11b/g                  |
| WiMAX                    | nein                   | nein                                                          | nein                                                          | Ja (IEEE 802.16e)                                             | Nein                            |
| Bildschirmdiagonale      | 4,13"                  | 4,13"                                                         | 4,13" (transreflektiv)                                        | 4,13" (transreflektiv)                                        | 3.5"                            |
| Bildschirmtyp            | resistiver Touchscreen | resistiver Touchscreen                                        | resistiver Touchscreen                                        | resistiver Touchscreen                                        | resistiver Touchscreen          |
| Auflösung                | 800 × 480 Pixel        | 800 × 480 Pixel                                               | 800 × 480 Pixel                                               | 800 × 480 Pixel                                               | 800 × 480 Pixel                 |
| Farbtiefe                | 16 Bit (65 k Farben)   | 16 Bit (65 k Farben)                                          | 16 Bit (65 k Farben)                                          | 16 Bit (65 k Farben)                                          | 24 Bit (16 Millionen Farben)    |
| Radioempfänger           | Nein                   | Ja                                                            | nein                                                          | nein                                                          | Ja                              |
| FM-Transmitter           | nein                   | nein                                                          | nein                                                          | nein                                                          | Ja                              |
| GPS-Empfänger            | nein***                | nein***                                                       | ja (A-GPS via BT und Handy, per SW-Update)                    | ja (A-GPS via BT und Handy, per SW-Update)                    | Ja (A-GPS)                      |
| physische Tastatur       | nein                   | nein                                                          | ja                                                            | ja                                                            | ja                              |
| Länge                    | 141 mm                 | 144 mm                                                        | 128 mm                                                        | 128 mm                                                        | 110 mm                          |
| Breite                   | 79 mm                  | 75 mm                                                         | 72 mm                                                         | 72 mm                                                         | 59,8 mm                         |
| Tiefe                    | 19 mm                  | 18 mm                                                         | 14 mm                                                         | 14 mm                                                         | 18 mm                           |
| Gewicht                  | 185/230 g              | 206 g                                                         | 226 g                                                         | 230 g                                                         | 181 g                           |
| Akkulaufzeit             | 3 h (7 d Standby)      | 4 h (10 d Standby)                                            | 4 h (10 d Standby)                                            | 4 h (10 d Standby)                                            | 6,5 h (11,6 d Standby)          |
| Akkukapazität            | 1500 mAh               | 1500 mAh                                                      | 1500 mAh                                                      | 1500 mAh                                                      | 1320 mAh                        |
| Integrierte Kamera       | Nein                   | Ja, VGA-Webcam (640 × 480 Pixel)                              | Ja, VGA-Webcam (640 × 480 Pixel)                              | Ja, VGA-Webcam (640 × 480 Pixel)                              | Ja, 5 Megapixel und VGA (Front) |
| Betriebssystemversion    | OS2006 (Maemo 2.x)     | OS2007 (Maemo Bora 3.x)****                                   | OS2008 (Maemo Chinook 4.0 / Diablo 4.1)                       | OS2008 (Maemo Diablo 4.1)                                     | OS2009 (Maemo Fremantle 5.x)    |

* Kann mit Betriebssystemversion OS2008 auf 400 MHz erhöht werden.
** Nur IR-Sender, der LIRC (Fernbedienungen für Fernseher, Radio …) kompatibel ist.
*** Je nach Packungsinhalt liegt Bluetooth-GPS-Maus bei.
**** Kann auf OS2008 (Maemo Chinook 4.0 / Diablo 4.1) per Software aktualisiert werden.

### Nokia 770

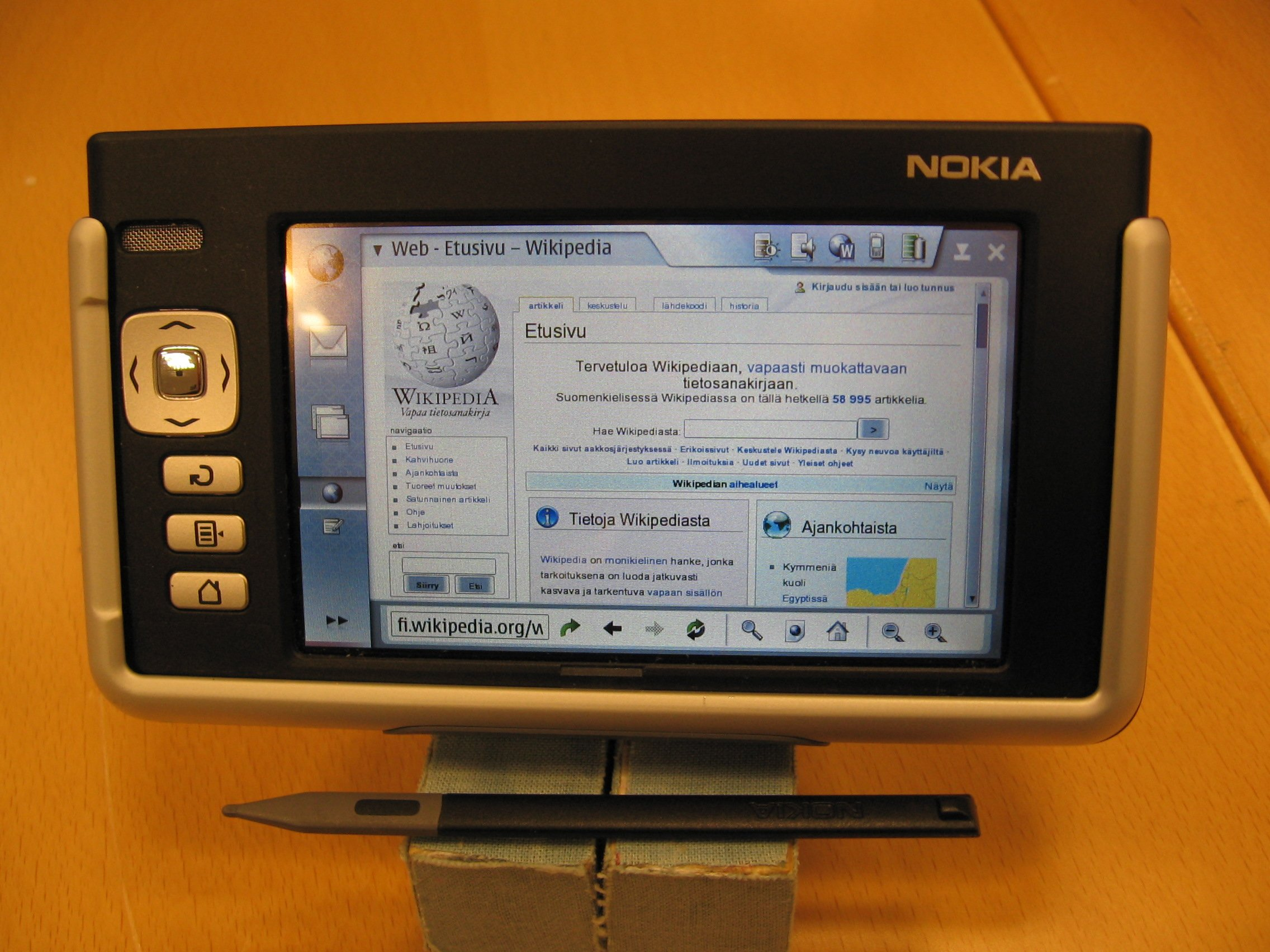
Nokia 770

Das Nokia 770 war das erste Internet-Tablet von Nokia und wurde am 25. Mai 2005 auf dem LinuxWorld Summit in New York vorgestellt. Eine Markteinführung war ursprünglich für das dritte Quartal 2005 geplant und selbst nachdem Nokia mehrfach die Produktionskapazitäten erhöht hatte, gab es nach dem tatsächlichen Erscheinungsdatum (1. November 2005) über mehrere Monate eine längere Lieferzeit als 4 Wochen.
Das Touchscreen-Display (4,13″-Diagonale) besitzt eine Auflösung von 800×480 Pixeln, das aufgrund des kleinen Formfaktors (90 mm × 55 mm) sehr hochauflösend ist (225 Pixel pro Zoll). Das Gerät wiegt 185 g, mit Oberschale 230 g. Der USB-Anschluss besitzt eine On-the-go-Funktionalität mit der das N770 auch als USB-Host dienen, aber keine USB-Geräte mit Strom versorgen kann.
Nach Nokias Angaben lässt sich das Gerät mit vollem Akku 3 Stunden bei intensiver (WLAN-)Nutzung oder 7 Tage im Standby-Modus betreiben, Erfahrungen zeigen aber eine deutlich längere Laufzeit. Aus dem Standby-Modus gelangt man in Sekundenbruchteilen in den normalen Betriebsmodus (Instant-On).
Das Nokia 770 war zuletzt für 349 € bei Nokia zu kaufen.

### Nokia N800

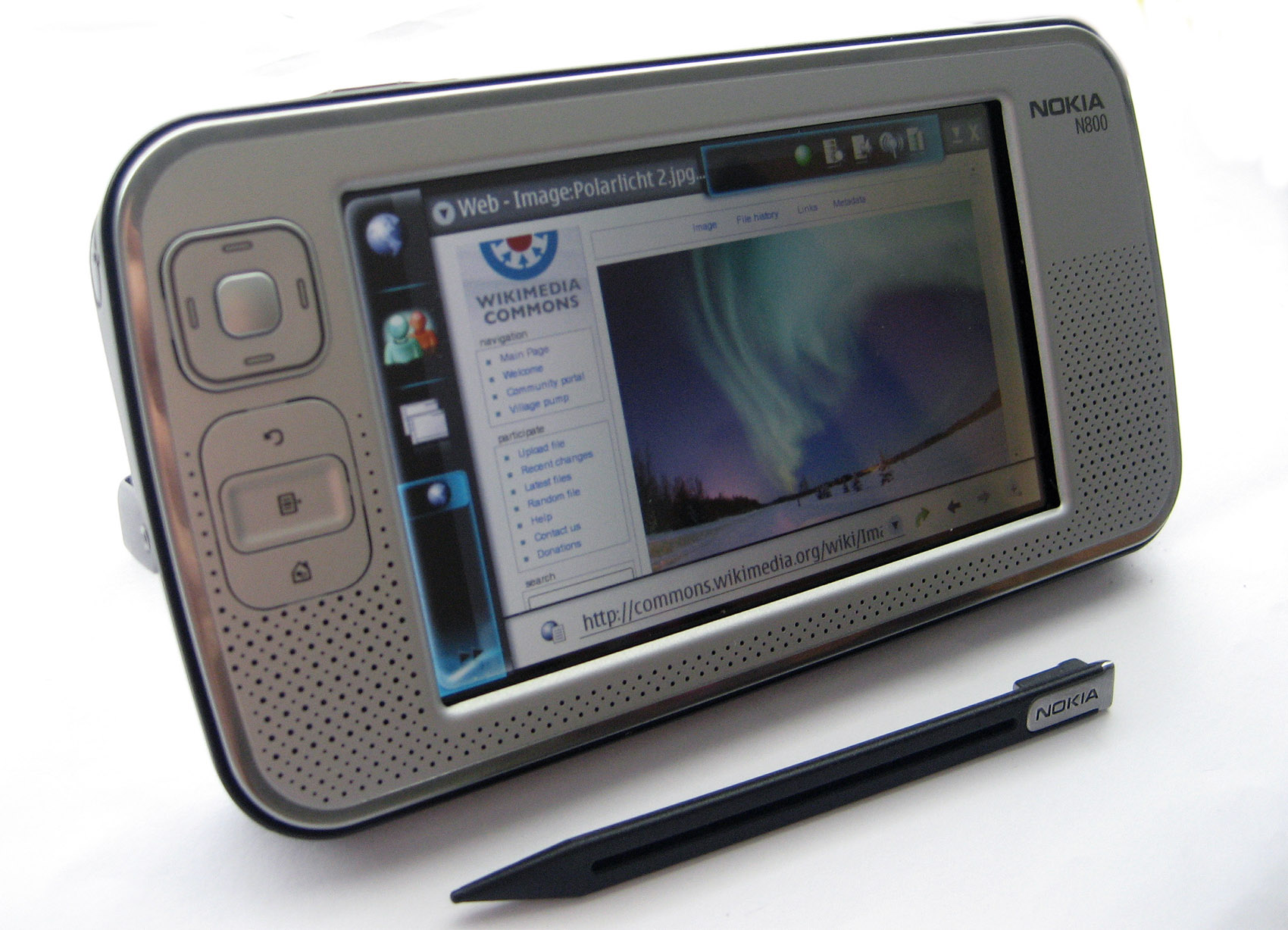
Nokia N800

Im Januar 2007 wurde mit dem N800 der Nachfolger des ersten Nokia Internet Tablets auf der CES 2007 in Las Vegas vorgestellt.
Neu gegenüber dem 770 war ein der OMAP-2420-Mikroprozessor sowie doppelt so viel Arbeits- und Massenspeicher. Der CPU-Takt beträgt bei Auslieferung 333 MHz, wurde jedoch mit einem Firmware-Update auf die 2008-Plattform auf 400 MHz erhöht.
Das N800 verfügt über einen internen und externen SDHC-Memory-Card-Einschub, weshalb man durch passende Adapterkarten auch SD-, microSD-, MiniSD, MMC- und RS-MMS-Speicherkarten nutzen kann. Darüber hinaus verfügt es über eine eingebaute Webcam, Bluetooth 2.0 und Stereo-Lautsprecher. Das mitgelieferte Betriebssystem ist Internet Tablet 2007 Edition, basierend auf Maemo 3.0, einer angepassten Linux-Version für Embedded-Geräte. Die Nachfolger-Version Internet Tablet 2008 Edition lässt sich per Firmware-Aktualisierung ebenfalls installieren.
Das N800 war zum Erstverkaufstag im Nokia Online-Shop zum Preis von 399 Euro verfügbar.

### Nokia N810

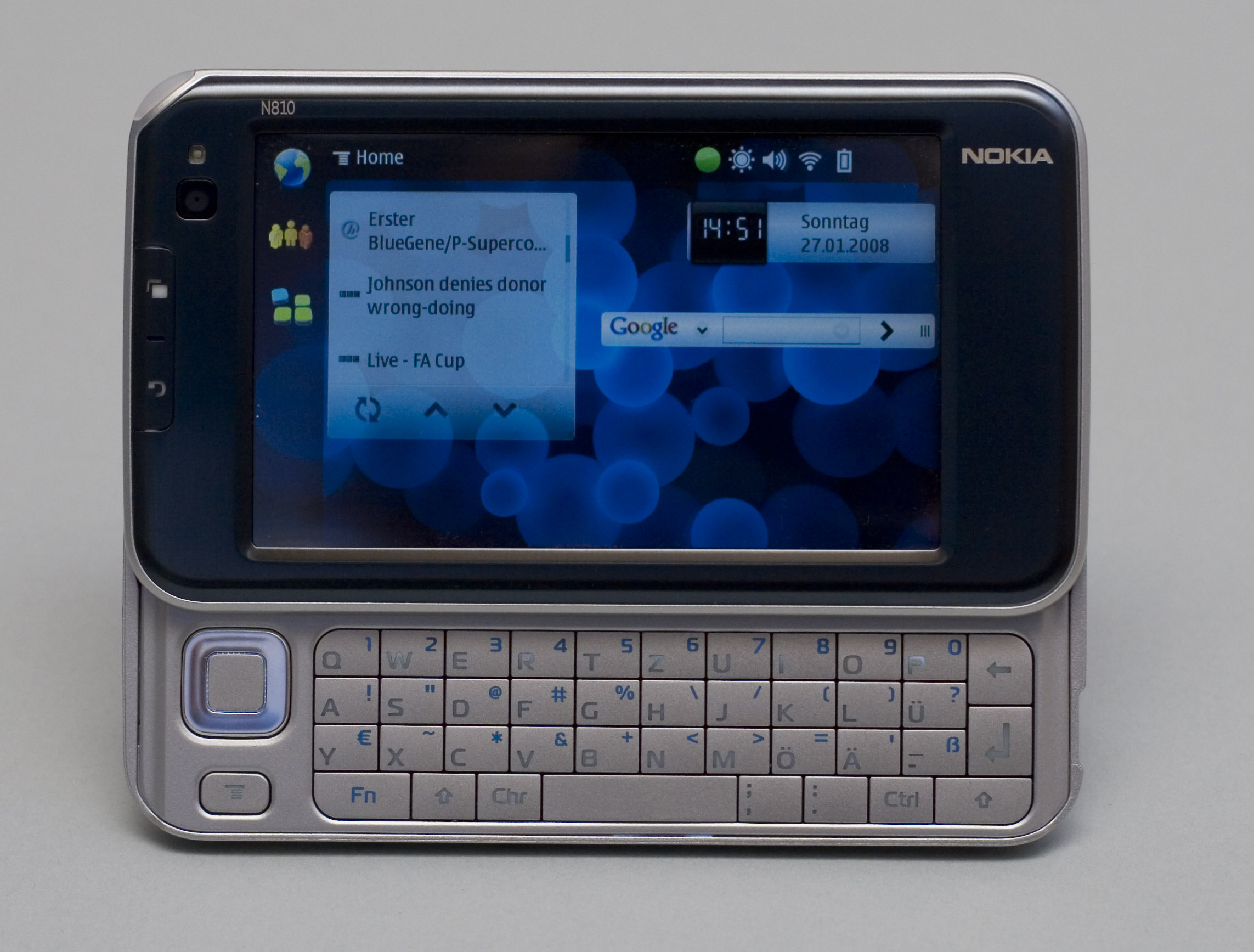
Nokia N810 im geöffneten Zustand

Am 17. Oktober 2007 kündigte Nokia das Modell N810 Internet Tablet an. Es basiert auf der OS2008-Plattform (Maemo 4.0, Chinook, auch auf dem N800 installierbar). Obwohl etwas kleiner als sein Vorgänger, bietet es zusätzlich einen GPS-Empfänger und eine aufschiebbare QWERTY-Tastatur (die Geräte für den deutschen Sprachraum haben eine QWERTZ-Tastatur). Die CPU des N810 taktet nun mit 400 MHz statt der ursprünglichen 333 MHz des Vorgängers.
Die Bildschirmgröße hat sich nicht verändert, doch ist es jetzt transreflektiv und somit auch im Sonnenlicht gut lesbar. Laut Herstellerangaben soll das Gerät höhere Akkulaufzeiten aufweisen. Die Unterstützung von MMC-Speicherkarten wurde eingestellt, zudem hat es ausschließlich einen (externen) Kartensteckplatz für mini- oder microSD(HC)-Speicherkarten (microSD über miniSD-Adapter). Statt des internen Speicherkartenlesers des N800 hat das N810 einen fest eingebauten, zwei Gigabyte großen internen Flashspeicher. Das UKW-Radio wurde ebenfalls weggelassen. Aus dem miniUSB-Anschluss ist ein microUSB-Anschluss geworden. Die Kamera ist direkt ins Gehäuse verbaut, statt wie beim N800 ausklappbar an der linken Seite.
Zu kaufen war das Gerät ab Mitte November 2007 in den USA für 479 USD (exkl. Steuern) und in Deutschland für 449 Euro. Auf der Softwareseite wurde der Opera-Browser durch einen freien Mozilla-Browser ersetzt, und die GPS-Funktion wurde durch eine eigene Navigations-Software ergänzt.

### Nokia N810w

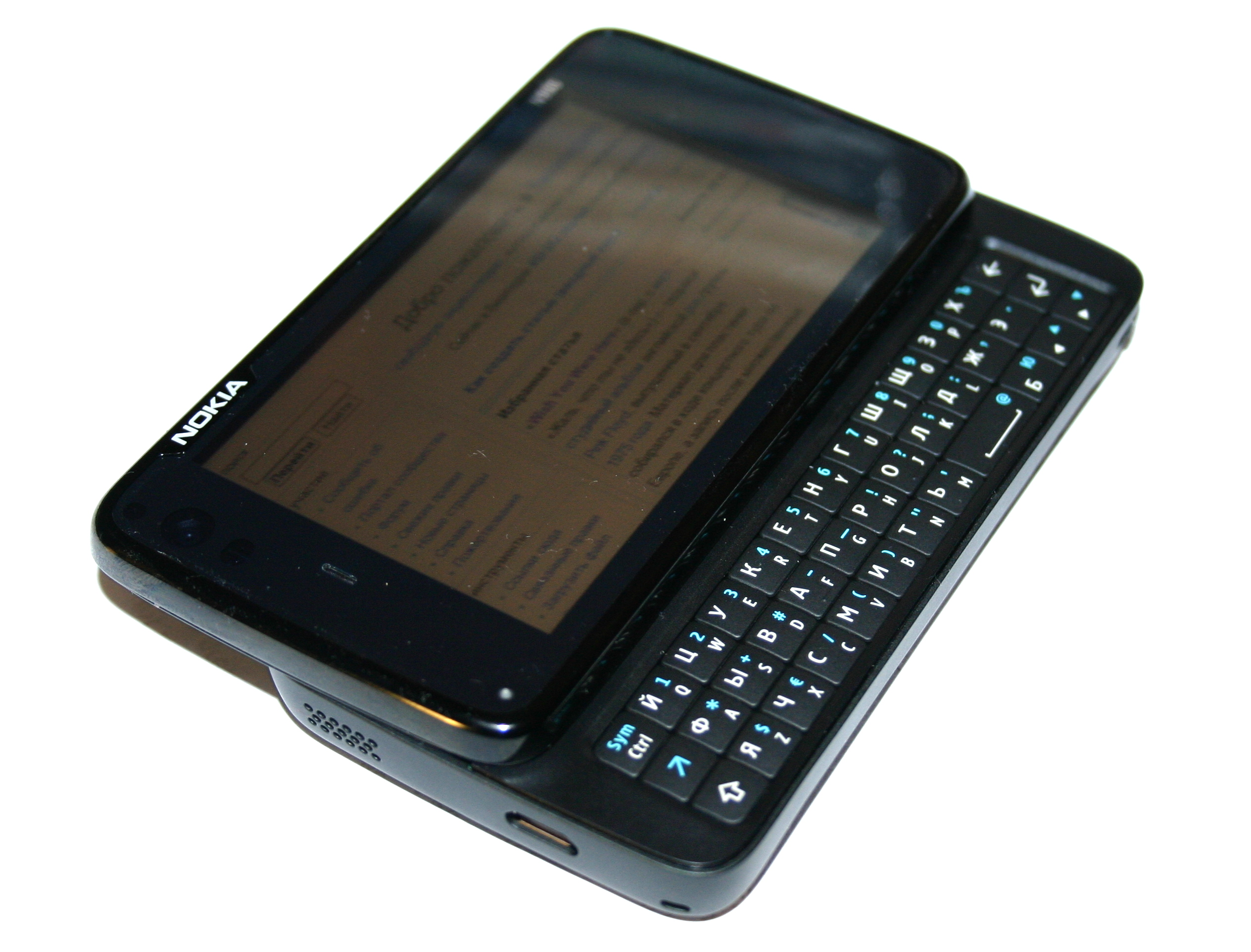
Nokia N900

Dieses WiMAX fähige Gerät wurde am 1. April 2008 auf der CTIA in Las Vegas angekündigt. Es basiert auf dem Nokia N810. Bis auf 4 Gramm mehr Gewicht und die WiMAX-Unterstützung (nach IEEE 802.16e-Standard) sind keine Unterschiede zum N810 bekannt.

### Nokia N900
Ende August 2009 kündigte Nokia den Nachfolger N900, das erste Gerät mit Telefonfunktion, an. Anfang Dezember wurden die ersten Seriengeräte in Deutschland ausgeliefert. Das Gerät hat eine 5-Megapixel-Kamera, 32 GB Flash-Speicher sowie eine ARM-CPU (Cortex-A8) mit 600 MHz Takt. Durch die Reduktion der Bildschirmdiagonale auf 3,5" ist es kleiner und leichter als die Vorgänger.

### GPS-Navigation
Für das 770 und N800 wurden angepasste GPS-Navigation-Sets angeboten. Die N810x Modelle und das N900 haben bereits ein eigenständiges GPS-Modul integriert. Daneben kann das N900 seine Position auch mit Hilfe von GSM-Ortung bestimmen (z. B., wenn kein GPS-Empfang möglich ist), was systembedingt deutlich ungenauer ist.

## Software
Das Besondere an den Nokia Internet Tablets ist die zum großen Teil freie Firmware Maemo. Maemo basiert auf dem Debian-Projekt, dem X11, GTK+ und D-Bus. Durch diese Herangehensweise kann Maemo viele externe Ressourcen konzentrieren, und der Portierungsaufwand für weitere Software ist gering.
Als zentrale Anlaufstelle für die Firmware-Entwicklung hat Nokia das Maemo-Projekt ins Leben gerufen, das die offizielle Entwicklerplattform für die Software darstellt und Entwickler mit Dokumentation und allen Entwicklungswerkzeugen versorgt.
Nokia hat im Vorfeld der Entwicklung mehrere Open-Source-Entwickler unter Vertrag genommen und bezahlt sie für die Arbeit an ihren eigenen Projekten. Viele der Weiterentwicklungen an den verschiedenen Projekten wurden auch in die Ursprungsversionen der jeweiligen Software übernommen.
Es sind mehr als hundert bekannte Open-Source-Programme auf Maemo portiert, was sich sehr einfach gestaltet, da Nokia auf etablierte Standards im Open-Source-Umfeld setzt. Aufsehen erregte die erfolgreiche Portierung von Doom 1 auf das Gerät. Es existiert Software für GPS-Navigation, E-Book-Reader, PIM-Verwaltung sowie ein Text-To-Speech-Programm.
Vorinstalliert sind je nach Maemo-Version neben freier Software auch der von Nokia zugekaufte Webbrowser Opera, ein Video-Player, der auf der Engine von Helix basiert, sowie die eingesetzte Handschriftenerkennung.

### Internet Tablet OS 2006
Am 28. Juni 2006 veröffentlichte Nokia die erste größere Aktualisierung für die Firmware als Internet Tablet 2006 Edition bzw. Maemo 2.0. Hinzugekommen sind Instant Messaging bzw. VoIP-Funktionen, die auf dem freien Standard XMPP/Jabber bzw. dessen Erweiterung Jingle basieren und von Google Talk gesponsert werden. Auch wird Zusatz-Software jetzt über ein Frontend für APT an den Endbenutzer ausgeliefert, was Installieren und Aktualisieren sehr einfach macht. Intern wurde der Großteil der Software aktualisiert, von Benutzern wird eine subjektiv schnellere Reaktionszeit berichtet. Als von Benutzern nachgefragte Funktion wurde eine bildschirmfüllende Software-Tastatur implementiert.
Ab dem 13. Juli 2006 wurde die Software Gizmo5 in einer Version für das Nokia 770 angeboten, die unter Mitarbeit Nokias entstanden ist.

### Internet Tablet OS 2007
Basiert auf maemo 3.x Bora und wurde im Nokia N800 verwendet.

### Internet Tablet OS 2008
Basiert auf maemo 4.x Chinook und wurde im Nokia N800 und Nokia N810 verwendet. Zu den sichtbaren Neuerungen gegenüber der Vorversion zählen unter anderem ein neuer, Gecko-basierter Webbrowser, und Unterstützung für das Bluetooth Headset Profil HSP. Auf dem Nokia N800 wird mit dieser Betriebssystemversion der 400 MHz Prozessor nicht mehr auf 333 MHz gedrosselt.

### Navigationssoftware
Die drei Internet Tablets eignen sich auch als Navigationsgerät, wenn man die entsprechende Navigationssoftware installiert. Neben einer kommerziellen Lösung, die von Nokia vertrieben wird, gibt es die Open-Source-Projekte Maemo Mapper und Navit. Beide Anwendungen erlauben das Speichern von Kartendaten auf Speicherkarten, so dass beim Betrieb als Navigationsgerät keine Internet-Verbindung notwendig ist.
Wichtigster Unterschied zwischen diesen beiden Programmen ist die Art der Daten. Maemo Mapper verwendet hierzu Bilddaten von beispielsweise OpenStreetMap oder Google Maps, während Navit Vektordaten von OpenStreetMap verwendet. Navit hat deshalb den Vorteil, die Routen auch ohne Internet-Verbindung („offline“) berechnen zu können, während Maemo Mapper hierzu einen Serverdienst im Internet beansprucht. Ein weiterer Vorteil der Verwendung von Vektordaten ist der deutlich geringere Speicherplatzbedarf von momentan nur rund 120 MB für eine ganze Karte von ganz Deutschland, anstatt von über 80 GB für die gleichen Daten in Form von Bilddateien. Ein wichtiger Nachteil bei der Verwendung von Vektordaten ist, dass für das Rendern viel Rechenkapazität und damit Akkuleistung benötigt wird. Deshalb ist die auf Vektordaten basierende Darstellung meist detailärmer als die von vorgerenderten Karten.

## Sonstiges

### Zielgruppe
Da das Gerät laut Analysten keine direkte Konkurrenz hat, ist es als Nischenprodukt erfolgreicher, als Nokia erwartete. Es steht nicht in Konkurrenz zu Microsoft und Intels Ultra-Mobile PCs, da diese größer und in einem sehr viel höheren Preissegment angesiedelt sind.
Laut Ari Jaaksi (Nokias Open-Source-Beauftragtem) sei die Geräteklasse, die das Nokia 770 absteckt, im Vergleich zum PC wie das Handy im Vergleich zum traditionellen stationären Telefon. Er sieht einen entscheidenden Vorteil des Geräts darin, dass es kein vollständiges Mobiltelefon ist und sich mit diesem, welches unabhängig vom N770 ausgetauscht werden kann, perfekt ergänzt.

### Entwickler-Programm
Nokia bot 500 Software-Entwicklern, die sich nachweislich für die Open-Source-Gemeinschaft eingesetzt hatten, die Möglichkeit, das Gerät vor dem offiziellen Verkaufsstart zum Preis von 99 € zu kaufen, um Software dafür zu entwickeln. Die Einnahmen aus diesem Verkauf spendete Nokia direkt an die GNOME Foundation.

## Belege
1. ↑  Nokia.de: Nokia N900.
2. ↑  Nokia.de Nokia N900 Technische Daten.
3. ↑  Nokias Pressemitteilung: Nokia launches new Linux based Internet Tablet product category (Seite nicht mehr abrufbar, festgestellt im Mai 2019. Suche in Webarchiven)  Info: Der Link wurde automatisch als defekt markiert. Bitte prüfe den Link gemäß Anleitung und entferne dann diesen Hinweis.
4. ↑  External storage on the Nokia 770 bei Living with Linux.
5. ↑  Easy USB Host Hub setup bei Maemo.org.
6. ↑  Nokia Deutschland (Pressemitteilung): Gut verbunden und auf dem richtigen Weg – mit dem neuen kompakten Nokia N810 Internet Tablet (Memento des Originals vom 24. Oktober 2007 im Internet Archive)  Info: Der Archivlink wurde automatisch eingesetzt und noch nicht geprüft. Bitte prüfe Original- und Archivlink gemäß Anleitung und entferne dann diesen Hinweis.
7. ↑  maemo.org: Nokia N810 Internet Tablet unveiled (englisch), 17. Oktober 2007
8. ↑  Nokia (Press Release): Stay in touch and on the right track with the new pocket-sized Nokia N810 Internet Tablet (englisch), 17. Oktober 2007
9. ↑  Laptops lookout – New Nokia N810 Internet Tablet hits store shelves. Nokia, 19. November 2007, archiviert vom Original am 8. Juli 2012; abgerufen am 22. Mai 2013 (englisch).  Info: Der Archivlink wurde automatisch eingesetzt und noch nicht geprüft. Bitte prüfe Original- und Archivlink gemäß Anleitung und entferne dann diesen Hinweis.
10. ↑  Chip.de: Nokia N900: Jetzt erhältlich (Memento des Originals vom 8. Dezember 2009 im Internet Archive)  Info: Der Archivlink wurde automatisch eingesetzt und noch nicht geprüft. Bitte prüfe Original- und Archivlink gemäß Anleitung und entferne dann diesen Hinweis., 4. Dezember 2009
11. ↑  europe.nokia.com: „Navigation Kit for Nokia 770 Internet Tablet“
12. ↑  europe.nokia.com: Navigation Kit for Nokia N800 Internet Tablet
13. ↑  Gizmo Project (Memento vom 27. September 2007 im Internet Archive)
14. ↑  Maemo Mapper (Open Source Navigationssoftware für Bitmapdaten) (Memento vom 2. März 2009 im Internet Archive)
15. ↑  Navit - Car navigation system. navit-project.org, abgerufen am 22. Mai 2013.
16. ↑  Ari Jaaksi's Blog:  Telephone →cell phone; PC →770
17. ↑  Ari Jaaksi's Blog: It is not a cell phone -- and it is good